# Arthur Hailey
Arthur Hailey (* 5. April 1920 in Luton, Bedfordshire, England; † 24. November 2004 auf New Providence (in Lyford Cay, Bahamas)) war ein britisch-kanadischer Schriftsteller.

## Leben
Hailey, Sohn einer britischen Arbeiterfamilie, musste im Alter von vierzehn Jahren die Schule verlassen, da seine Eltern kein Schulgeld mehr bezahlen konnten. 1939 ging Hailey als Pilot zur Royal Air Force und diente in Europa, in Nahost und in Indien.
Im Jahr 1947 wanderte er nach Kanada aus. Dort arbeitete er in Toronto zuerst als Grundstücksmakler, danach redigierte er ein Fachmagazin für den Bus- und Lastwagentransport und schrieb Drehbücher für TV-Produktionen. Eine dieser Storys war 1956 Flug in Gefahr. Zwei Jahre später wurde die Geschichte als Buch Haileys erster internationaler Erfolg. Es folgte 1959 der klassische Arztroman Letzte Diagnose.
Den Durchbruch erlebte Arthur Hailey in den 1960er Jahren mit den Romanen Hotel und Airport, die beide, auch als Filme und TV-Serien adaptiert, zu Welterfolgen wurden. Seine Bücher erreichten weltweit eine Gesamtauflage von über 200 Millionen Exemplaren und wurden in 40 Sprachen übersetzt. Durch intensives Quellenstudium und Interviews mit Insidern versuchte er seinen Büchern möglichst große Realitätsnähe zu verleihen. Kritiker und Kollegen wie z. B. Stephen King bemängelten allerdings, dass dadurch manche Darstellungen von Vorgängen sich wie „Betriebsanleitungen“ lesen würden. Von der eigentlichen Handlung würde somit abgelenkt. Dies tat dem Absatz von Haileys Büchern jedoch keinen Abbruch, die bis in die 1980er Jahre weltweit gut verkauft wurden.
Mitte der 1980er Jahre musste sich Hailey einer schweren Herzoperation unterziehen. Nach fast sechs Jahren schöpferischer Pause kam 1990 Haileys gut recherchierter Roman Reporter auf den Markt, der hinter die Kulissen des amerikanischen Fernsehjournalismus blickt.
Hailey, der sechs Kinder aus zwei Ehen hatte, lebte zuletzt mit seiner Familie auf den Bahamas. Auf seinen eigenen Wunsch hin gab es im Januar 2005 eine Party, um sein Leben zu feiern.

## Werke
- 1958: Flug in Gefahr (Flight into Danger mit John Castle), Ullstein 1998, ISBN 3-548-24359-2 (verfilmt: Flug in Gefahr)
- 1959: Letzte Diagnose (The Final Diagnosis), Ullstein 1982, ISBN 3-550-06058-0
- 1962: Auf höchster Ebene (In High Places), Ullstein 2000, ISBN 3-548-24701-6
- 1965: Hotel (Hotel), Ullstein 1965 (verfilmt: Hotel)
- 1968: Airport (Airport), Langenscheidt-Longman 2001, ISBN 3-526-41925-6 (verfilmt: Airport)
- 1971: Räder (Wheels), Ullstein 1973, ISBN 3-548-03272-9
- 1975: Die Bankiers (The Moneychangers), Ullstein 1975, ISBN 3-550-06252-4 (verfilmt: Die Bankiers) (Platz 1 der Spiegel-Bestsellerliste vom 26. April bis zum 23. Mai und vom 31. Mai bis zum 8. August 1976)
- 1979: Hochspannung (Overload), Ullstein 1979, ISBN 3-548-24446-7
- 1984: Bittere Medizin (Strong Medicine), Ullstein 1984, ISBN 3-548-25107-2
- 1990: Reporter (The Evening News), Goldmann 1992, ISBN 3-442-41331-1
- 1997: Der Ermittler (Detective), Ullstein 1997, 2000, ISBN 3-442-35211-8